# Marina Salandy-Brown
Marina Salandy-Brown FRSA một nhà báo, người nói chuyện trên đài phát thanh và nhà hoạt động văn hóa người Trinidad. Bà từng là biên tập viên và quản lý cao cấp trong Đài phát thanh & Tin tức và các chương trình của Current Affairs với kênh British Broadcasting Corporation (BBC) tại Luân Đôn, một trong số ít những giám đốc điều hành hàng đầu của BBC có xuất thân là dân tộc thiểu số. Bà là người sáng lập và là giám đốc của Lễ hôi văn học NGC Bocas Lit Fest được tổ chức hàng năm ở Trinidad và Tobago, "là lễ hội văn học lớn nhất ở Anglophone Caribbean", và của Giải thưởng Bocas OCM cho Văn học Caribê. Bà cũng là người đồng sáng lập Giải thưởng cho các nhà văn Hollick Arvon.

## Tiểu sử

### Sự nghiệp ở Anh
Ở tuổi 17 Salandy-Brown rời Trinidad và di cư sang Anh để theo học đại học. Tại Luân Đôn, bà bắt đầu công việc xuất bản với tư cách là biên tập viên của tờ báo Melrose Press. Sau hơn 20 năm làm biên tập viên và quản lý cấp cao trong các chương trình của đài phát thanh và tin tức BBC và Current Affairs, bà trở về Trinidad vào năm 2004.
Là biên tập viên của BBC Radio 5 Live, Salandy-Brown quan tâm đến việc thực hiện chính sách khách nhau, tranh luận vào năm 2002 rằng "chẳng có ích gì khi có nhiều người khác nhau nếu bạn không cho phép họ khác nhau".